# Picris cupuligera
Picris cupuligera là một loài thực vật có hoa trong họ Cúc. Loài này được (Durieu) Walp. miêu tả khoa học đầu tiên năm 1849.